# Marabou
Marabou este un single semnat Antonia, lansat pe 29 ianuarie 2013 și scris de Thomas Troelsen.

## Reacția publicului
Semnificația cuvântului Marabou a stârnit curiozitatea, însă Antonia a elucidat misterul, declarând că Marabou este o insulă privată, un loc ascuns unde îndrăgostiții își pot trăi povestea de iubire departe de priviri curioase, în intimitate. La nici 24 de ore de la lansare, videoclipul a acumulat aproximativ 300 000 de vizualizări pe YouTube și a atras atenția celebrului blog popjustice.com, apreciind „Marabou” ca o piesa extrem de bună. 
Thomas Troelsen a delcarat site-ului că „piesa a fost scrisă inițal pentru Vanessa Paradis, dar aparent ea și-a dorit piese cu un sound mai matur. Dar, în final, Antonia a fost alegerea perfectă pentru această piesă. Este sunetul specific pentru St. Tropez, Miami, orice loc cu plajă, soare și un pic de melancolie". 

## Videoclip
A fost lansat odată cu single-ul pe site-ul YouTube și a strâns peste 15.000.000 de vizualizări. Videoclipul este filmat în București și regizat de Mokhtar Khaled, un tânăr din Lybia. Cadrele o surprind pe Antonia în ipostaze sexy și senzuale, ea fiind singura apariție din întreg clipul.

## Prezența în clasamente
| Clasament (2013)                               | Poziția maximă |
| ---------------------------------------------- | -------------- |
| Bulgaria (Bulgaria Singles Top 40)             | 1              |
| Republica Moldova (Media Forest Radio Airplay) | 9              |
| Republica Moldova (Media Forest TV Airplay)    | 6              |
| România (Airplay 100)                          | 1              |
| România (Media Forest Radio Airplay)           | 1              |
| România (Media Forest TV Airplay)              | 2              |

| Clasament (2013)                 | Poziția maximă |
| -------------------------------- | -------------- |
| Republica Moldova (Media Forest) | 9              |
| România (Media Forest)           | 9              |

| Clasament (2014)       | Poziția maximă |
| ---------------------- | -------------- |
| România (Media Forest) | 75             |

| Clasament (2017)       | Poziția maximă |
| ---------------------- | -------------- |
| România (Media Forest) | 87             |

| Clasament (2018)       | Poziția maximă |
| ---------------------- | -------------- |
| România (Media Forest) | 99             |

| Clasament (2020)       | Poziția maximă |
| ---------------------- | -------------- |
| România (Media Forest) | 90             |

| Clasament (2021)       | Poziția maximă |
| ---------------------- | -------------- |
| România (Media Forest) | 90             |

## Datele lansărilor
| Regiune | Dată             | Format                      | Casă de discuri          | Ref.   |
| ------- | ---------------- | --------------------------- | ------------------------ | ------ |
| România | 21 ianuarie 2013 | Single                      | Roton                    | [ 1 ]  |
| România | 1 martie 2013    | Descărcare digitală         | Roton                    | [ 18 ] |
| Polonia | 30 iulie 2013    | EP Digital – Versiuni remix | Magic Records            | [ 19 ] |
| Diverse | 2 august 2013    | Descărcare digitală         | Sony Music Entertainment | [ 20 ] |